# هايديماري ستيفانيشن بايبر
هايديماري ستيفانيشن بايبر (بالإنجليزية: Heidemarie Stefanyshyn-Piper) (و. 1963 – م) هي ضابطة بحرية، ورائدة فضاء، ومهندسة، ورائدة بحار من الولايات المتحدة الأمريكية . ولدت في سانت باول، مينيسوتا .

## ريادة الفضاء
شاركت في المهمات الفضائية:
- STS-115
- STS-126.

## التعليم
تعلمت في معهد ماساتشوست للتكنولوجيا

## الخدمة العسكرية
خدمت في بحرية الولايات المتحدة.

## جوائز
حصلت على جوائز منها:
- وسام "العمل الشجاع في الحرب الوطنية العظمى 1941-1945
- NASA Exceptional Service Medal
- وسام الاستحقاق.